# 日和田町
日和田町（ひわだまち）は福島県中通り中部、安積郡に属していた町。
現在の郡山市日和田町地区。
このページでは、合併前の日和田町と合併後の郡山市日和田町地区の両方を併載する。

## 概要
中心部はかつて、奥州街道の宿場町（日和田宿）であった。
付近は明治時代初期までは水利が悪い丘陵地帯であったが、安積疏水灌漑が開始されてから農業が盛んとなる。

## 地理
- 河川：阿武隈川、五百川、藤田川

## 歴史
- 1889年（明治22年）4月1日 - 町村制施行により、日和田村、高倉村、八丁目村、梅沢村が合併し安積郡山野井村（やまのいむら）が発足[1][2]。
- 1925年（大正14年）8月1日 - 安積郡山野井村が町制施行・改称し日和田町となる。
- 1965年（昭和40年）5月1日 - 郡山市が日和田町を含む安積郡全町村、田村郡田村町と新設合併を行ったことで郡山市の一部となる。これにより地方自治体としての日和田町が消滅。

### 隣接していた自治体
- 安積郡
  - 熱海町
  - 富久山町
  - 喜久田村
- 田村郡
  - 西田村
- 安達郡
  - 本宮町
  - 白沢村

変遷表
| 1868年 以前 | 1868年 以前 | 明治9年        | 明治12年 | 明治22年 4月1日 | 大正14年 8月1日     | 昭和40年 5月1日 | 現在   |
| ----------- | ----------- | -------------- | -------- | --------------- | ------------------- | --------------- | ------ |
|             | 日和田村    | 山野井村の一部 | 日和田村 | 山野井村        | 日和田町に 町制改称 | 郡山市          | 郡山市 |
|             | 高倉村      | 山野井村の一部 | 高倉村   | 山野井村        | 日和田町に 町制改称 | 郡山市          | 郡山市 |
|             | 八丁目村    | 山野井村の一部 | 八丁目村 | 山野井村        | 日和田町に 町制改称 | 郡山市          | 郡山市 |
|             | 梅沢村      | 山野井村の一部 | 梅沢村   | 山野井村        | 日和田町に 町制改称 | 郡山市          | 郡山市 |

## 人口・世帯

### 人口
総数 [単位： 人]
| 1889年（明治22年） | 2,968 |
| 1908年（明治41年） | 4,783 |
| 1920年（大正 9年） | 4,774 |
| 1935年（昭和10年） | 5,413 |
| 1947年（昭和22年） | 7,231 |
| 1964年（昭和39年） | 8,277 |

2016年（平成28年）10079

### 世帯
総数 [単位： 世帯]
| 1920年（大正 9年） | 824 |
| 1935年（昭和10年） | 893 |

2016年（平成28年）3843

## 行政

### 県管轄の機関
- 郡山北警察署日和田駐在所
- 福島県農業総合センター

### 市管轄の機関
- 日和田行政センター
- 郡山地方広域消防組合 郡山消防署日和田分署
- 日和田野球場
- 日和田スポーツ広場

## 交通

### 鉄道
- ■東北本線
  - 日和田駅

### 路線バス
- 福島交通により運行されている。

### 道路
- 一般国道
  - 国道4号
  - 国道4号あさか野バイパス
  - 国道288号
- 県道
  - 福島県道115号三春日和田線
  - 福島県道188号日和田停車場線
  - 福島県道355号須賀川二本松線
  - 福島県道357号岩根日和田線
  - 福島県道372号須賀川二本松自転車道線

## 産業

### 農業
- 田畑が広がる

### 工業
- 郡山北部工業団地
  - ソニーエナジー・デバイスの本社工場が所在している。

### 商業
- 上記交通に記述ある道路沿いにロードサイド店舗が数多く存在している。
  - 大規模な郊外型ショッピングセンターとしてショッピングモールフェスタが存在する。

## 教育
小学校
- 郡山市立日和田小学校
- 郡山市立高倉小学校

中学校
- 郡山市立日和田中学校 旧日和田町時代の1947年（昭和22年）日和田町立日和田中学校として創立。

## 名所・旧跡・観光スポット・祭事・催事
- 安積山公園
- 西方寺（蛇骨地蔵堂）
- 高倉人形日和田資料館（人形浄瑠璃の道具類展示、日和田公民館内）
- 郡山いちご園（いちご狩り、1月〜5月末頃まで）

### 祭事
- 10月 日和田八幡神社秋季例大祭